# Nectandra falcifolia
Nectandra falcifolia es una especie de planta fanerógama, en la familia lauráceas. Es endémica de Colombia, Perú, Paraguay, Bolivia, Argentina, Brasil, Uruguay. 

## Nombre común
Laurel de río, laurel amarillo, ayui-saiyú

## Descripción
Árbol de gran tamaño, de hasta 35 m, que crece en el Delta, y que alcanza un porte aún mayor en la selva misionera.

## Fuente
- World Conservation Monitoring Centre 1998. Nectandra microcarpa. 2006 IUCN Lista Roja de Especies Amenazadas; bajado 22 de agosto de 2007